# Теорема Гаусса — Ванцеля

Построение правильного пятиугольника.

Теоре́ма Га́усса — Ванце́ля даёт необходимое и достаточное условие на то, что правильный {\displaystyle n}-угольник возможно построить с помощью циркуля и линейки.

## Формулировка
Правильный {\displaystyle n}-угольник возможно построить с помощью циркуля и линейки тогда и только тогда, когда {\displaystyle n=2^{k}\cdot p_{1}\cdot \ldots \cdot p_{m}}, где {\displaystyle k} и {\displaystyle m} — неотрицательные целые числа, а {\displaystyle p_{i}} — различные простые числа Ферма.

### Замечания
- Это условие также эквивалентно тому, что значение функции Эйлера {\displaystyle \varphi (n)} является степенью числа два.
- В настоящее время найдены только пять простых чисел Ферма:

{\displaystyle 3,\,5,\,17,\,257,\,65537;}
поэтому (до открытия новых простых Ферма) с помощью циркуля и линейки можно построить правильный многоугольник с максимальным нечётным числом сторон, равным {\displaystyle 3\cdot 5\cdot 17\cdot 257\cdot 65537=2^{32}-1} = 4294967295.
- Правильный {\displaystyle n}-многоугольник может быть построен циркулем и линейкой тогда и только тогда, когда при наличии на плоскости отрезка длины {\displaystyle 1} можно построить отрезок, длина которого равна {\displaystyle \cos {\tfrac {2\cdot \pi }{n}}} — косинусу центрального угла данного {\displaystyle n}-многоугольника. Это, в свою очередь, верно тогда и только тогда, когда данный косинус является вещественно построимым числом, то есть может быть выражен при помощи целых чисел, простейших арифметических операций и извлечения квадратного корня.

## История
Античным геометрам были известны способы построения правильных {\displaystyle n}-угольников для {\displaystyle n=2^{k},3\cdot 2^{k},5\cdot 2^{k}} и {\displaystyle 3\cdot 5\cdot 2^{k}}.
В 1796 году Гаусс показал возможность построения правильных {\displaystyle n}-угольников при {\displaystyle n=2^{k}\cdot p_{1}\cdots p_{m}}, где {\displaystyle p_{i}} — различные простые числа Ферма. (Здесь случай {\displaystyle m=0} соответствует числу сторон {\displaystyle n=2^{k}}.)
В 1837 году Ванцель доказал, что других правильных многоугольников, которые можно построить циркулем и линейкой, не существует.
Конкретные реализации построения весьма трудоёмки:
- Построение правильного семнадцатиугольника было непосредственно осуществлено самим Гауссом, но впервые опубликовано К. Ф. фон Пфейдерером в 1802 году.
- Правильный 257-угольник построил Ф. Ю. Ришело в 1832 году[2].
- В библиотеке Гёттингенского университета хранится рукопись, являющаяся итогом десятилетней работы И. Г. Гермеса, которая содержит метод построения правильного 65537-угольника.

Один слишком навязчивый аспирант довёл своего руководителя до того, что тот сказал ему: «Идите и разработайте построение правильного многоугольника с 65537 сторонами». Аспирант удалился, чтобы вернуться через 20 лет с соответствующим построением.Дж. Литлвуд